# リシュリュー枢機卿の肖像
『リシュリュー枢機卿の肖像』（リシュリューすうききょうのしょうぞう、仏: Portrait du cardinal de Richelieu、英: Portrait of Cardinal Richelieu）は、フランドル出身でフランスに帰化した17世紀の画家フィリップ・ド・シャンパーニュが1635-1640年にキャンバス上に油彩で描いた絵画で、リシュリュー枢機卿を描いた肖像画である。作品はパリのルーヴル美術館に所蔵されている。また、類似した作品がロンドン・ナショナル・ギャラリーとソルボンヌ大学事務局にも所蔵されている。

## 歴史
ルーヴル美術館の作品はリシュリュー枢機卿がルイ2世フェリポー・ド・ラ・ヴリリエールに贈ったもので、おそらくルイ2世のトゥールーズ館に所蔵されていた。次いで、パンティエーヴル公爵 (duc de Penthièvre) のルイ・ジャン・マリー・ド・ブルボン (1725-1793年) の所有であったが、フランス革命中の1793年にダネ城にあった公爵のコレクションから接収され、1798年以来、ルーヴル美術館に展示されている。この絵画は、19世紀に行われたキャンバスの裏張り作業の際、上辺が20センチ、それ以外の3辺が5センチ拡大された。

## 作品
リシュリューは1614年に三部会の僧族代表としてマリー・ド・メディシスに認められ、1624年から没した1642年までフランスの実質的支配者であった。王の中央集権化を実現し、フランスのプロテスタント信者ユグノーの反乱を鎮圧した。 また、大西洋と地中海の双方でフランスの商船隊と実戦力のある艦隊とを組織し、陸上では三十年戦争に介入し、ハプスブルク家の支配するスペインと神聖ローマ帝国に対抗した。
シャンパーニュは、21点のリシュリューの肖像画を21点描いた。ルーヴル美術館やロンドン・ナショナル・ギャラリーにある作品は1633-1640年の間に描かれた7点の全身肖像画のうちに含まれ、フランス王ルイ13世の宰相として権力の絶頂にあった枢機卿を表している。それらの肖像は等身大で、ゆるぎない自信の感覚を与えるピラミッド型構図の中で鑑賞者を従属させるような威厳ある姿となっている。

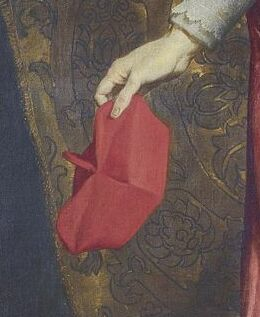
ルーヴル美術館の作品のビレッタ

リシュリューは自身を支配者として描かせることはできなかったが、フランスの君主を想起させる伝統的なポーズで立っている (聖職者たちは通常、座った姿で表されたのである)。鑑賞者は、ピラミッド型構図の頂点にあるリシュリューの顔を見上げることになる。その下からは、艶のある赤い枢機卿の衣服が溶岩のように流れ落ちている。衣服の上には聖霊騎士団の青い飾帯が着けられており、襟とマントの白いリネンや深紅のサテンと対照をなしている。指揮棒や杖の代わりに、リシュリューは伸ばした右手で緋色のビレッタ (カトリック聖職者の四角い帽子) を持っている。

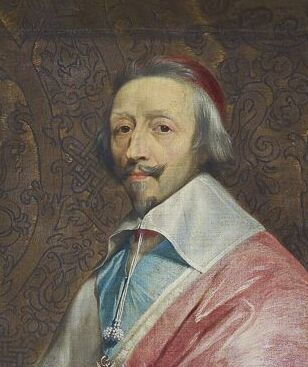
ルーヴル美術館の作品の顔

リシュリューの頭は小さく見えるが、冷ややかで威圧的な眼差しに、そのような印象はかき消されてしまう。赤い服を着た彼の姿は生きた炎のようである。豊かな布地がいささか骨ばった身体を包み、やせた顔を強調している。右手の仕草はあいまいで、命令を受けているようにも下しているようにも見える。
ナショナル・ギャラリーの作品では背景をなす豊かな布地のカーテンが開けられており、左側にテラスが見えるが、その先に表されているのはパリ近郊にリシュリューが所有していたルイユ城 (château at Rueil) の眺めかもしれない。
リシュリューはシャンパーニュによる自身の肖像を見て、「自分をこれ以上見事に描くことのできる者は誰もいないだろう」と激賞したという。また、歴史家のジュール・ミシュレは、後にリシュリューを「赤服のスフィンクス」と評した。